# 강운태
강운태(姜雲太, 1948년 12월 15일 (1948년 음력 11월 15일) ~)는 대한민국의 정치인으로, 제16·18대 국회의원과 제6·11대 광주광역시장 등을 역임하였다.

## 학력
- 1961년 광주수창국민학교 졸업
- 1964년 광주동중학교 졸업
- 1965년 학다리고등학교 중퇴
- 1967년 대학입학자격검정고시 합격
- 1972년 서울대학교 외교학 학사

## 경력
- 제11회 행정고등고시 합격
- 순천시장
- 민주자유당 정책자문위원회 위원
- 제6대 광주광역시장
- 제47대 농림수산부 장관
- 제62대 내무부 장관
- 한국장애인단체총연합회 명예회장
- 전국검정고시총동문회 회장
- 새천년민주당 제2정책조정위원장
- 동북아시아 환경문화연합 상임수석대표
- 국회 재정제도개혁특별위원회 위원장
- 새천년민주당 사무총장
- 새천년민주당 광주광역시지부 위원장
- 광주21세기 지방자치연구포럼 고문
- 국회 기획재정위원회 위원
- 국회 예산결산특별위원회 위원
- 제11대 광주광역시장
- 광주 FC 구단주

## 의정활동

### 16대
- 2000년 5월 ~ 2004년 5월 제16대 새천년민주당 국회의원(광주 남구)
- 국회 재정경제위원회 위원 겸 간사
- 새천년민주당 제2정책조정위원장
- 새천년민주당 사무총장
- 국회 재정제도개혁특별위원장
- 국회 남북관계발전지원특별위원회 위원
- 노무현대통령 탄핵소추안 찬성

### 18대
- 2008년 5월 ~ 2010년 5월 제18대 민주당 국회의원(광주 남구)
- 국회 기획재정위원회 위원, 예산결산특별위원회 위원, 일자리창출 및 중소기업경쟁력강화특별위원회 위원, 지방행정체제개편특별위원회 위원
- 국무총리 후보자(정운찬)임명동의를 위한 인사청문특별위원회 위원

## 역대 선거 결과
|  | 50.69% |

|  | 45.48% |

|  | 59.43% |

|  | 56.73% |

|  | 31.77% |

|  | 7.62% |

## 소속 정당
| 소속 정당 | 소속 정당      | 소속 기간 | 비고           |
| --------- | -------------- | --------- | -------------- |
|           | 민주자유당     | 1994~1995 | 정계 입문      |
|           | 신한국당       | 1995~1997 | 당명 변경      |
|           | 한나라당       | 1997~1999 | 합당           |
|           | 무소속         | 1999~2000 | 탈당           |
|           | 새천년민주당   | 2000~2005 | 입당           |
|           | 민주당         | 2005~2007 | 당명 변경      |
|           | 무소속         | 2007      | 탈당           |
|           | 열린우리당     | 2007      | 입당           |
|           | 대통합민주신당 | 2007~2008 | 합당           |
|           | 통합민주당     | 2008      | 합당           |
|           | 무소속         | 2008~2009 | 탈당           |
|           | 민주당         | 2009~2011 | 복당           |
|           | 민주통합당     | 2011~2013 | 합당           |
|           | 민주당         | 2013~2014 | 당명 변경      |
|           | 새정치민주연합 | 2014      | 합당           |
|           | 무소속         | 2014~현재 | 탈당 정계 은퇴 |

## 같이 보기
- 남구 (광주 선거구)
- 광주 남구의 국회의원
- 대한민국의 농림축산식품부 장관
- 대한민국의 행정안전부 장관
- 광주광역시장

## 저서
- 미완의 광주, 창조의 중심도시로!
- 똑똑한 정부 빛나는 대한민국
- 내일을 위한 준비

## 사건
강운태는 20대 총선을 앞두고 검찰에 강운태 후보가 불법 사조직을 설립해 사전선거운동한 혐의로 구속 되었다. 강운태는 검찰 수사에 반발 옥중출마를 선언하였으나 3위를 기록 초라한 성적으로 낙선하고 만다.